# 르노어 울릭

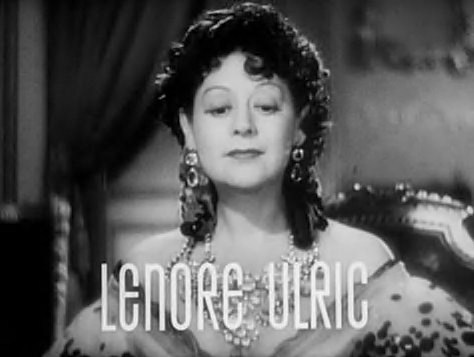

르노어 울릭(Lenore Ulrich, 1892년 7월 21일 ~ 1970년 12월 30일)은 미국의 배우, 영화배우이다.
뉴얼름에서 태어났다.

## 영화
- 노스웨스트 아웃포스트 (1947년)
- 춘희 (1936년) - 올랭프 역